# FightAIDS@Home
FightAIDS@Home projektet bruger teknikken klyngecomputer til at finde en måde at udrydde HIV.
FightAIDS@Home har kørt siden 2002 og blev medlem af World Community Grid den 21 November 2005.
Projektet bruger den World Community Grid distribuerede databehandlingsplatform, der bruger den velkendte BOINC distribueret databehandlingsplatform.